# 郑州地铁城郊线
郑州地铁城郊线位于河南省郑州市，是郑州地铁的一条线路。城郊线连接2号线南端的南四环站与郑州航空港站，途径管城回族区、新郑市和郑州航空港经济综合实验区，于2017年1月12日开通试运营。
为了更好地服务郑州航空港区的建设，打造一条连接郑州主城区与郑州航空港区的快速通道，城郊线与目前与2号线直通运营，从郑州市区可直接通达郑州新郑国际机场，形成连接郑州市区和新郑国际机场的机场联络轨道系统。
城郊线目前与2号线直通运营，在车站标识中以代表2号线的黄色标示。根据规划，城郊线绝大部分路段在未来将作为9号线的一部分运营，郑州地铁的官方线路图中亦以代表9号线的灰绿色标注此线。

## 线路走向
城郊线一期工程自2号线终点南四环站向南，过十八里河站后出地面高架至龙湖镇，至泰山路后向东，经过郑州华南城和孟庄镇，过孟庄站后转入地下，下穿郑州机场高速公路和京港澳高速公路后沿太湖路向东进入郑州航空港区，至雍州路后向南，经过新郑机场综合交通换乘中心后，最终抵达郑州航空港站，全长约40.84公里，设19座车站。城郊线设两座车辆基地，在孟庄站前设有出入段线连接孟庄车辆段，在郑州航空港站后连接郑州南停车场。

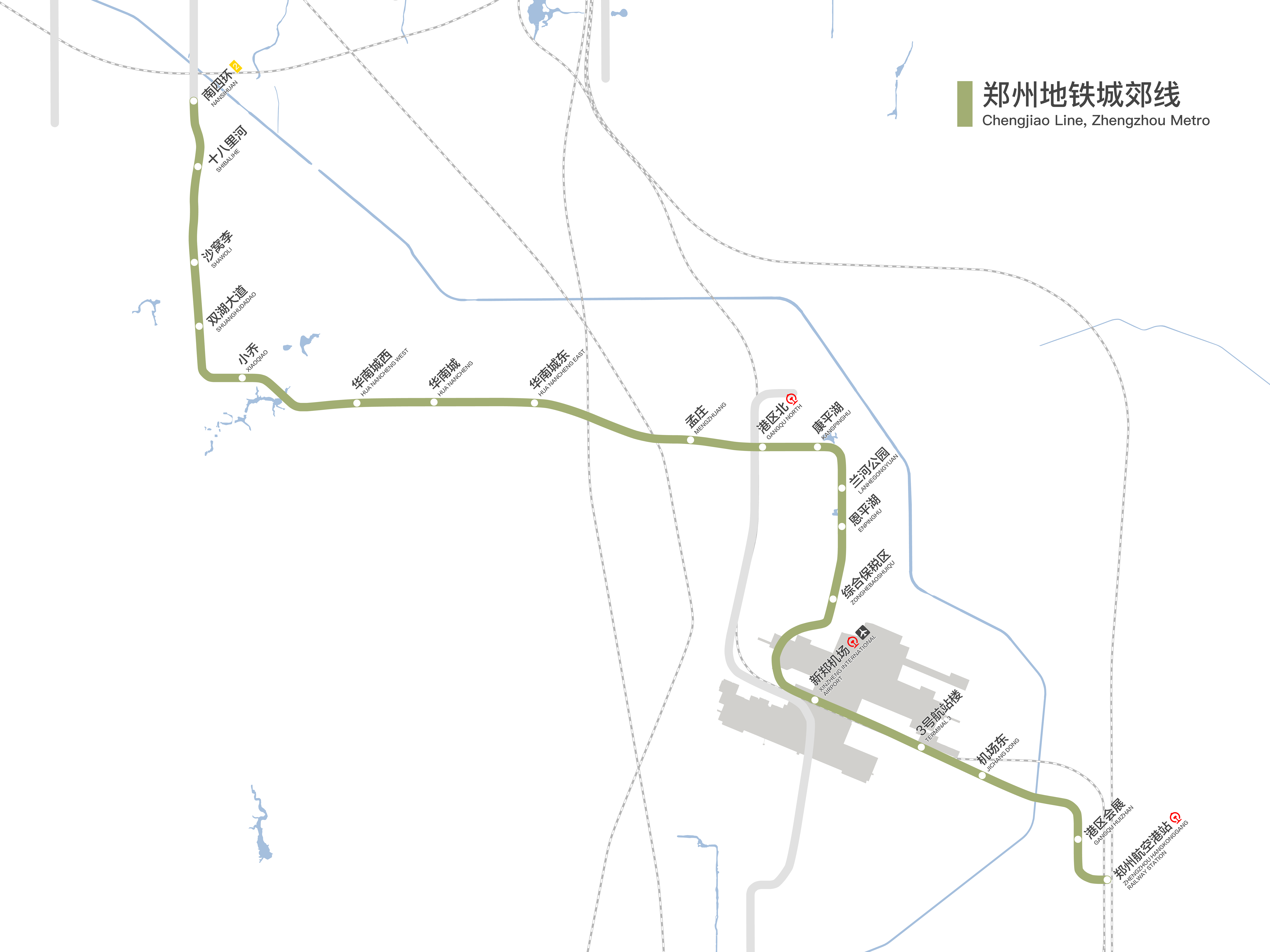
城郊线线路图（按实际走向绘制）

## 车站
郑州地铁城郊线一期工程共设15座车站，包括7座高架车站和8座地下车站。其中小乔站和华南城东站 開通運營於2023年9月22日，康平湖站開通運營於2017年11月16日，港区北站开通运营于2020年12月12日。3号航站楼站、机场东站、港区会展站及郑州航空港站属于二期工程，其中3号航站楼站为预留车站，其他三座车站于2022年6月20日随高铁郑州航空港站同步开通。

### 车站列表

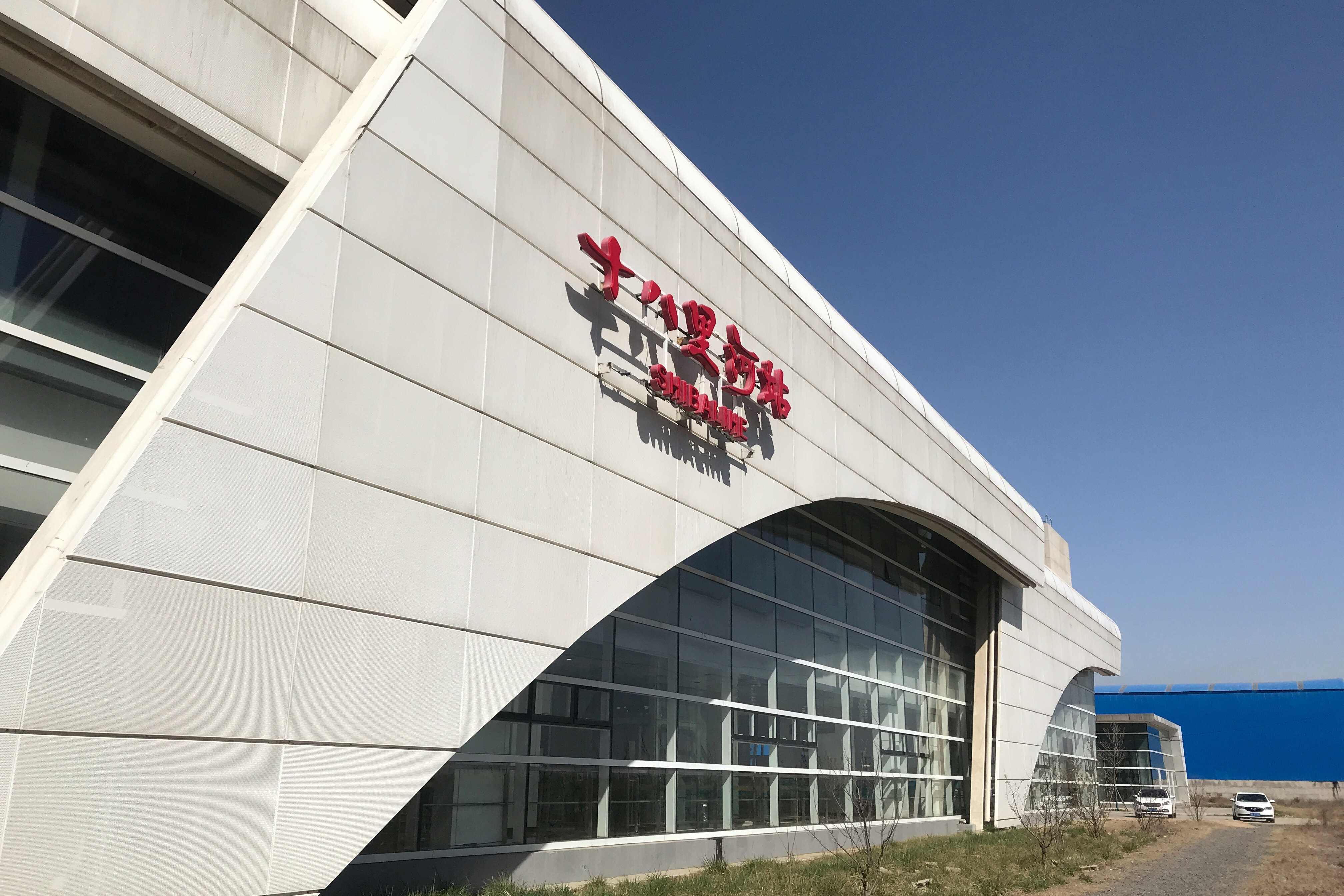
十八里河站外观
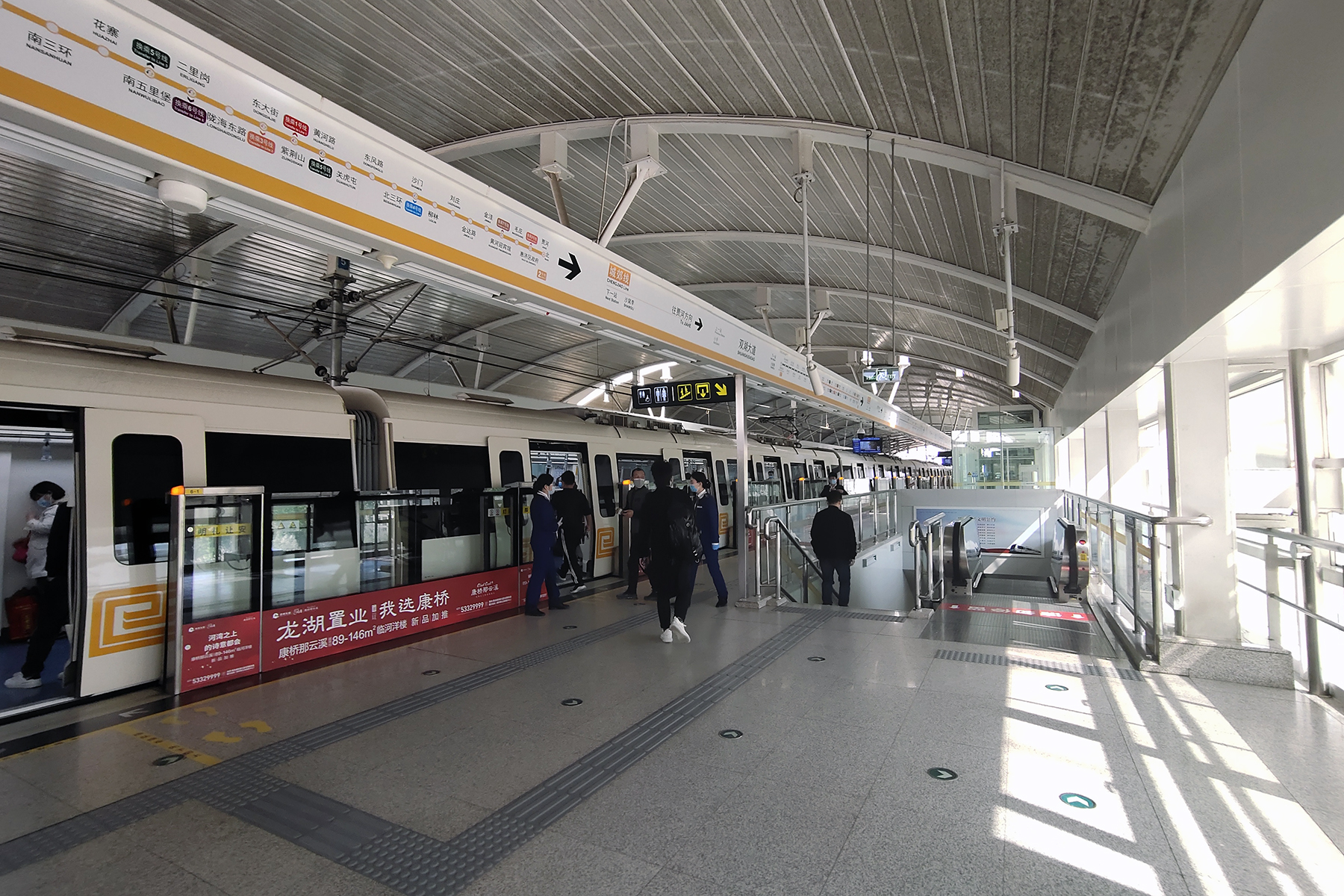
双湖大道站站台
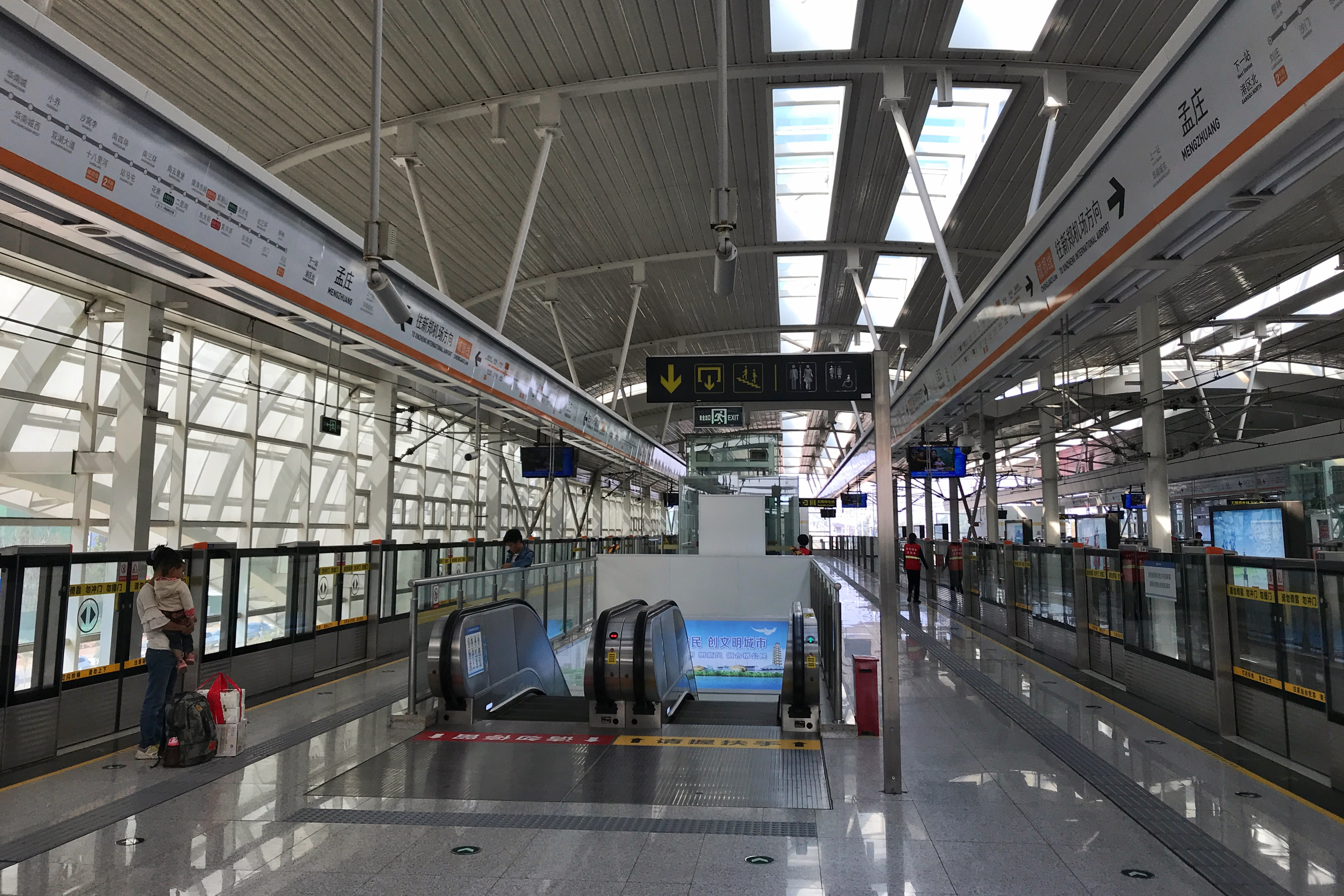
孟庄站站台
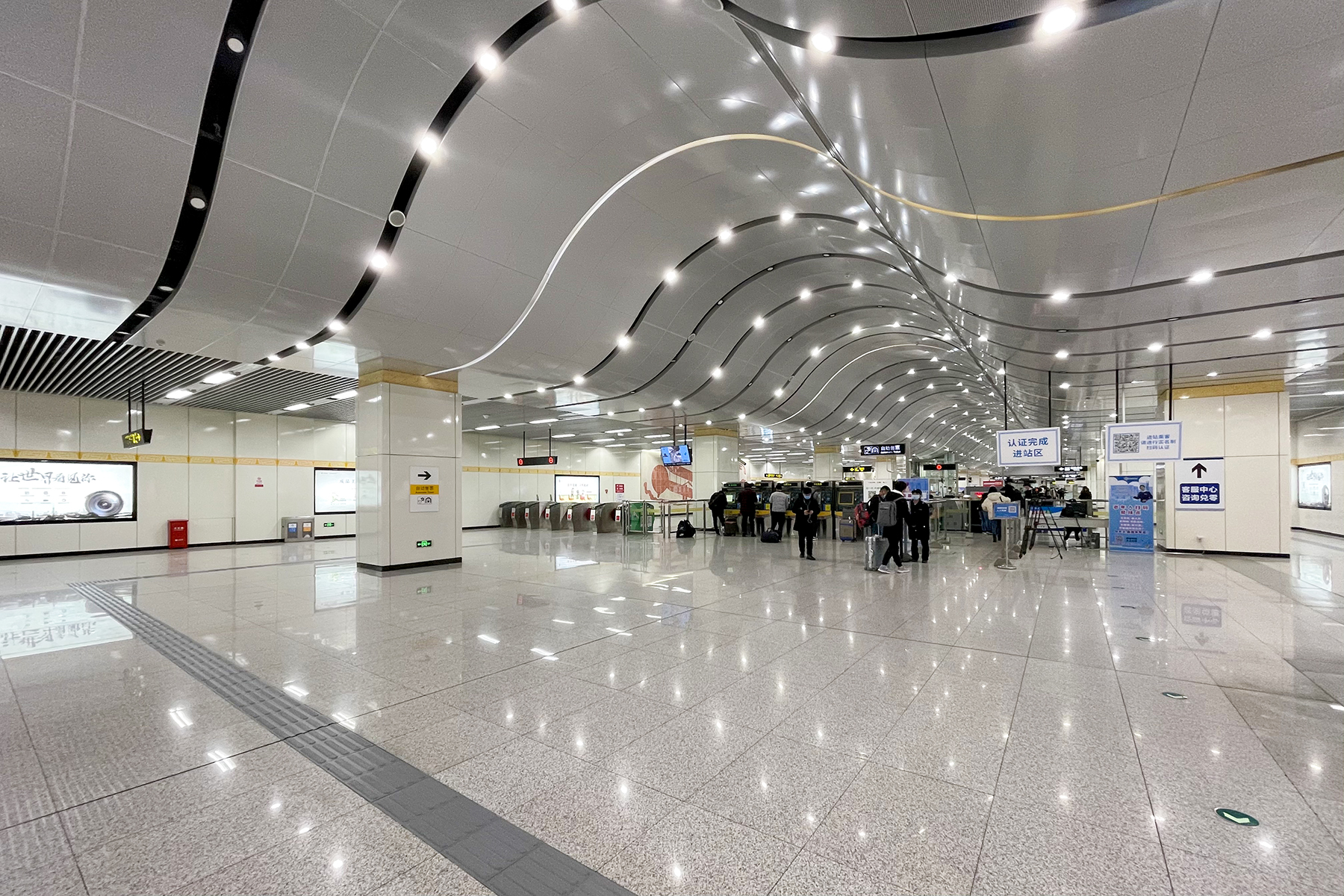
新郑机场站站厅

| 郑州地铁城郊线车站列表 |      |          |              |            |                                   |                |                |
| 分期                   | 编号 | 大站快车 | 站名         | 所在行政区 | 换乘                              | 启用日期       | 站台设计       |
| ↑ 贯通运营至 █ 2号线   |      |          |              |            |                                   |                |                |
| 一期工程               | 0936 | ●        | 南四环       | 管城回族区 |                                   | 2017年1月12日  | 地下岛式站台   |
| 一期工程               | 0937 | ｜       | 十八里河     | 管城回族区 | █ 9号线（远期规划）               | 2017年1月12日  | 地下双岛式站台 |
| 一期工程               | 0938 | ｜       | 沙窝李       | 新郑市     |                                   | 2017年1月12日  | 高架双岛式站台 |
| 一期工程               | 0939 | ●        | 双湖大道     | 新郑市     |                                   | 2017年1月12日  | 高架侧式站台   |
| 一期工程               | 0940 | ｜       | 小乔         | 新郑市     |                                   | 2023年9月22日  | 高架侧式站台   |
| 一期工程               | 0941 | ｜       | 华南城西     | 新郑市     |                                   | 2017年1月12日  | 高架侧式站台   |
| 一期工程               | 0942 | ｜       | 华南城       | 新郑市     |                                   | 2017年1月12日  | 高架侧式站台   |
| 一期工程               | 0943 | ｜       | 华南城东     | 新郑市     |                                   | 2023年9月22日  | 高架侧式站台   |
| 一期工程               | 0944 | ｜       | 孟庄         | 新郑市     | █ 11号线（远期规划）              | 2017年1月12日  | 高架双岛式站台 |
| 一期工程               | 0945 | ●        | 港区北       | 新郑市     | █ 郑许线 孟庄站                   | 2020年12月12日 | 地下岛式站台   |
| 一期工程               | 0946 | ｜       | 康平湖       | 新郑市     |                                   | 2017年11月16日 | 地下岛式站台   |
| 一期工程               | 0947 | ｜       | 兰河公园     | 新郑市     |                                   | 2017年1月12日  | 地下岛式站台   |
| 一期工程               | 0948 | ｜       | 恩平湖       | 中牟县     | █ 11号线（远期规划）              | 2017年1月12日  | 地下岛式站台   |
| 一期工程               | 0949 | ｜       | 综合保税区   | 中牟县     |                                   | 2017年1月12日  | 地下岛式站台   |
| 一期工程               | 0950 | ●        | 新郑机场     | 新郑市     | █ 郑许线 新郑机场站               | 2017年1月12日  | 地下岛式站台   |
| 二期工程               | 0951 | ｜       | 3号航站楼    | 新郑市     |                                   | 预留车站       | 地下岛式站台   |
| 二期工程               | 0952 | ｜       | 机场东       | 中牟县     |                                   | 2022年6月20日  | 地下岛式站台   |
| 二期工程               | 0953 | ｜       | 港区会展     | 中牟县     |                                   | 2022年6月20日  | 地下岛式站台   |
| 二期工程               | 0954 | ●        | 郑州航空港站 | 中牟县     | █ 13号线（远期规划） 郑州航空港站 | 2022年6月20日  | 地下岛式站台   |

- 十八里河站外观
- 双湖大道站站台
- 孟庄站站台
- 新郑机场站站厅

## 车辆
城郊线目前与2号线直通运营，因此在城郊线运营的列车包括2号线和9号线的车辆。2号线列车车身涂装为白色，配以黄色的装饰条，由南车株洲电力机车有限公司生产（部分于洛阳中车轨道交通装备有限公司组装），为B型电动列车，采用6节编组，最高运行速度为80km/h，额定载客1460人。
此外，亦有9号线列车于城郊线和2号线上运营，该批列车由郑州中车四方轨道交通有限公司生产，为6节编组B型电动列车，采用铝合金车体轻量化设计，车辆全长120米，宽2.8米，整车设计最高时速100km/h。9号线列车车头及车身上半部分涂装为白色，车身下半部分涂装则为灰色，配以代表9号线的浅灰绿色饰条，车辆编号亦以代表9号线的09打头。截至2021年1月，9号线列车已交付使用27列。
| 名称      | 制造商           | 车辆编组             | 制造年代  | 车辆编号   | 车辆总数 |
| --------- | ---------------- | -------------------- | --------- | ---------- | -------- |
| 9号线车辆 | 中车四方（郑州） | 6B (Tc+Mp+M+M+Mp+Tc) | 2019-2020 | 0901～0927 | 27列     |

- Tc：带司机室的拖车
- Mp：带受电弓的动车
- M: 动车

## 附属设施

### 车辆基地
城郊线一期工程设车辆段一座，即孟庄车辆段。孟庄车辆段位于郑孟路及京广铁路以西，新老107国道连接线北侧，负责车辆检查、整备、运用和修理。二期工程设停车场一座，即郑州南停车场，位于郑州航空港站东南侧的地块内。

### 主变电站
城郊线设有裴度主变电站和港九主变电站两座主变电站，均为110kV变电站。

### 控制中心
城郊线的控制中心与郑州地铁其他线路相同，设于位于郑东新区中兴南路与康宁街交叉口西北角的郑州轨道交通调度中心。

## 历史

### 一期工程
城郊线最早为“2号线南延线项目”，后被定名为“郑州市南四环至郑州南站城郊铁路”。一期工程由2号线一期工程终点南四环站至新郑机场站，于2014年4月开工建设。
2016年10月5日，城郊铁路开始进行空载试运行，并于2017年1月12日以“城郊线”之名开通运营。开通初期，小乔站、华南城东站、港区北站与康平湖站暂不启用，列车越站不停车。康平湖站于2017年11月16日启用，港区北站于2020年12月12日启用，小乔站与华南城东站于2023年9月22日启用。

### 二期工程
城郊线二期工程从新郑机场继续向东南延伸至郑州航空港站，新设地铁站4座与停车场1座。3号航站楼站为预留车站，待机场3号航站楼建成后同步开通。其他三座车站于2022年6月20日随高铁郑州航空港站同步开通。

### 事件

#### 施工争议
2015年，城郊线工程在进行拆迁时，将与拆迁房屋相连的房屋震成危房。

#### 小乔站钉子户争议
城郊线小乔站地处龙湖镇中心区域，位于车站北侧一座叫“老刘超市”的三层小楼因拆迁补偿无法达成一致而一直无法拆除。该楼占用了原定用作出入口的位置，导致该站北侧出入口无法建设。小乔站也因出入口数量不足，无法满足消防验收条件而无法随城郊线其他车站一起开通。该站周边遍布居民区和学校，有7万多学生和居民的出行因此受影响，该超市所有者老刘也因此被周边居民所指责。在法院判决后，“老刘超市”已于2022年4月29日被拆除，小乔站的北侧出入口得以建设。该站已于2023年9月22日启用。

#### 水灾停运
2021年7月20日，受2021年7月河南水灾影响，郑州地铁全线停运。8月1日，2号线和城郊线开始恢复性空载试运行，但受2019冠状病毒病疫情爆发影响，于8月3日暂停空载试运行。城郊线最终与2号线一期一同于2021年9月12日恢复载客运营。

#### 大风影响
城郊线在十八里河站至港区北站区间有长达15.7公里的高架线，车辆运行易受大风影响。仅2021年11月一个月内，大风就曾导致城郊线3次暂停运营，4次限速运行。郑州地铁方面对此回应称，停运或限速运行是出于保障乘客安全，同时也是根据交通运输部《城市轨道交通行车组织管理办法》相关规定做出的防范。多数乘客对此表示理解，但同时也认为郑州地铁需提高应对大风的能力，在保障安全的前提下减少停运情况。

## 未来规划
根据规划，城郊线十八里河--郑州航空港站段为规划中9号线的一期工程。未来9号线全线通车并独立运营后，城郊线将被分拆，其中南四环--十八里河段将成为2号线的一部分，十八里河--郑州航空港站段将成为9号线的一部分，十八里河站将成为2号线的南端终点站，以及2号线和9号线的换乘站。